# びっくり百科
『びっくり百科』（びっくりひゃっか）は、1958年1月8日から1960年3月29日までNHKテレビ → NHK総合テレビで放送されていた教養バラエティ番組である。

## 概要
「テレビ百科事典」がコンセプトの子供向け番組で、司会助手のアヒルの「ガー公」が毎回様々な事項を子供でも分かるように伝えていた。1959年度には毎回五十音のいずれか1文字をテーマにし、それを頭文字に冠する事項を挙げていくという、より本物の百科事典に近い構成になっていた。

## 放送時間
いずれも日本標準時。
- 水曜 18:10 - 18:40 （『連続ヴァラエティー』内、1958年1月8日 - 1958年4月2日）
- 土曜 18:10 - 18:40 （『連続ヴァラエティー』内、1958年4月12日 - 1959年4月4日）
- 火曜 18:15 - 18:45 （1959年4月7日 - 1960年3月29日）

## 出演者

### 司会
担当者は固定ではなく、各回の企画内容に合わせて変動していた。
- 庄司永建
- 中村俊一
- 上田次郎

### ナレーター
- 右手和子